# Sara Montiel

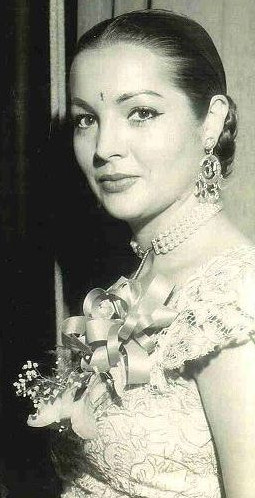
Sara Montiel (1955)

Sara Montiel (* 10. März 1928 in Campo de Criptana, Provinz Ciudad Real, als María Antonia Alejandra Vicenta Elpidia Isidora Abad Fernández; † 8. April 2013 in Madrid) war eine spanische Schauspielerin und Sängerin.

## Leben
Als 16-Jährige gewann Montiel einen Nachwuchswettbewerb und wurde von dem Produzenten Vicente Casanova für ihren ersten Film verpflichtet. 1950 ging sie nach Hollywood, wo sie Erfolge in den Filmen Vera Cruz an der Seite von Burt Lancaster und Serenade neben Mario Lanza erzielte.
1957 kehrte sie nach Spanien zurück, wo sie im selben Jahr einen der erfolgreichsten Filme Spaniens drehte: El último cuplé von Juan de Orduña. 1974 zog sich Sara Montiel vom Filmgeschäft zurück. Sie trat im heimischen Fernsehen wie in Bühnenshows auf und ging auf große Amerika-Tournee, so 1975.
Sara Montiel war vier Mal verheiratet, unter anderem mit dem Regisseur Anthony Mann. Sie wurde Mutter zweier Kinder.

## Filmografie (Auswahl)
Deutschsprachige Aufführungen
- 1954: Vera Cruz (Vera Cruz)
- 1956: Serenade (Serenade)
- 1957: El último cuplé
- 1958: La violetera
- 1957: Hölle der tausend Martern (Run of the Arrow)
- 1959: Das Mädchen aus Granada (Carmen la de Ronda)